# Браунли, Уэсли
Уэсли Браунли (англ. Wesley Brownlee; род. 20 мая 1979,  округ Сан-Франциско, штат Калифорния) — американский серийный убийца, совершивший с 10 апреля  2021 года по 27 сентября 2022 года серию из 7 убийств мужчин в городах Стоктон и Окленд, штат Калифорния. Большая часть из его жертв являлись  бездомными,  которые традиционно подвержены большой виктимности. Мотив совершения убийств не был установлен.

## Биография
Уэсли Браунли родился 20 мая 1979 года на территории округа Сан-Франциско (штат Калифорния). Имел 5 братьев и сестер. В начале 1980-х его семья переехала в город Окленд (округ Аламида), где Уэсли пошел в начальную школу. Уже с ранних лет Браунли начал демонстрировать признаки умственной отсталости. В ходе медицинского освидетельствования он был признан неспособным к общей обучаемости, но в конечном итоге был допущен к занятиям, так как увлекался баскетболом и входил в основной состав школьной команды по этому виду спорта. Детство и юность Уэсли провел в социально-неблагополучной обстановке. Родители Уэсли занимались низкоквалифицированным трудом, благодаря чему семья испытывала материальные трудности и родители часто ссорились, вследствие чего отец Браунли несколько раз уходил из семьи, но впоследствии снова возвращался. Окончательно родители Уэсли развелись в начале 1990-х после 16 лет брака, после чего в начале 1990-х Уэсли вместе с матерью и другими родственниками переехал в город Стоктон. Браунли не испытывал интереса к учебному процессу, поэтому в 1990-х начал злоупотреблять прогулами и большую часть свободного времени проводить на улице среди сверстников, ведущих криминальный образ жизни, после чего попал под их влияние и начал совершать преступления.
В мае 1994 года он был арестован вместе с двумя сообщниками по обвинению в изнасиловании 14-летней девочки. Во время допроса он отрицал свою причастность к совершению преступления и в конечном итоге его причастность была подвергнута сомнению, так как  жертва изнасилования первоначально не называла его имени, а внесла его в число насильников только во время второго допроса, чем вызвала сомнения в достоверности своих показаний. В конечном итоге Уэсли постановлением суда был помещён под домашний арест. Ему был назначен комендантский час и ряд других ограничений свободы. Еженедельно он встречался с назначенным ему судом офицером по пробации, который в своем отчёте отметил, что Уэсли выразил желание окончить школу, поступить в колледж для изучения информатики и развивать карьеру баскетболиста в надежде когда-нибудь сыграть в «НБА». В октябре 1995 года на одной из улиц Стоктона был застрелен 17-летний Дейл Браунли, старший брат Уэсли. В ходе расследования, полиция установила, что братья являлись членами одной из уличных банд города, и Дейл погиб в ходе войны за передел сфер влияния наркоторговли в Стоктоне.
Версия следствия косвенно подтверждалась фактами того, что в этот же период были убиты ещё ряд знакомых Браунли, которые, как и он, состояли в уличной банде, в том числе близкий друг братьев 18-летний Коджо Апшоу, который был зарезан шестью месяцами ранее Дейла Браунли недалеко от места его гибели. После убийства брата Уэсли впал в депрессию и начал демонстрировать признаки психического расстройства. Его мать обратилась к психиатрам, поле чего Браунли был помещён в психиатрическую клинику, где он в течение нескольких месяцев проходил назначенный ему курс лечения. В ходе лечения он прошёл психиатрическое освидетельствование, по результатам которого у него была диагностирована лёгкая степень умственной отсталости и отклонения в психике на фоне посттравматического стрессового расстройства после смерти брата. В отчёте психиатров было сказано, что Браунли не способен взять полную ответственность за свою жизнь по причине сильной внушаемости, вследствие чего может стать орудием преступления в руках других людей.
Оказавшись на свободе, Браунли из-за хронических прогулов и неуспеваемости в середине 1996 года бросил школу незадолго до окончания 11-го класса, после чего снова стал вести криминальный образ жизни. В 1997 году Браунли был арестован по обвинению в хранении наркотика. Он был осуждён условно с установлением испытательного срока в виде 3 лет, но уже в 1998 году его условное осуждение было отменено, когда он был арестован на одной из улиц Стоктона после того, как продал полицейскому под прикрытием крэк-кокаин. Браунли был осуждён за сбыт и хранение наркотиков и получил в качестве уголовного наказание 2 года лишения свободы, которое он отбывал в тюрьме Сан-Квентин. После освобождения в начале 2000-х Уэсли вернулся в Стоктон, где некоторое время проживал вместе с матерью. В этот период Браунли освоил профессию водителя, после чего снял себе отдельную квартиру в другом доме и начал самостоятельную жизнь. В течение последующих лет он вёл маргинальный образ жизни. Был замечен в употреблении наркотических средств и периодически подвергался арестам за нарушения правил дорожного движения на территории штатов Аризона, Невада и Калифорния.
В 2010 году ему и одному из его знакомых было предъявлено обвинение в преследовании человека, но уголовное дело до суда не дошло и вскоре было закрыто в связи с примирением сторон. В 2017 году на территории округа Аламида Уэсли Браунли снова был арестован полицией по обвинению в сбыте наркотических средств. В ходе расследования он согласился сотрудничать со следствием, признал свою вину и назвал имена известных в округе ему наркодилеров, которые его снабжали наркотиком, благодаря чему снова был условно осуждён с установлением испытательного срока в виде 3 лет. Знакомыми и родственниками Браунли характеризовался весьма неоднозначно. Будучи интровертом, Уэсли не был женат, не имел близких друзей, старался избегать контактов с социумом и поддерживал близкие отношения только со своей матерью, благодаря чему заработал репутацию социального изгоя.

## Серия убийств
В качестве жертв Браунли выбирал мужчин и женщин, имеющих низких социальный статус и ведущих маргинальный образ жизни. 5 из 7 его жертв были бездомными. Во время совершения преступлений Браунли тщательно планировал свои действия и проявил себя высокоорганизованным человеком. Все преступления были совершены в темное время суток. Во время совершения убийств преступник с целью избежать опознания случайными свидетелями, одевал  одежду и обувь черного цвета и медицинскую маску черного цвета на лицо.
Первой жертвой Уэсли Браунли стал 39-летний Хуан Васкез Серрано, который был застрелен около 4 часов утра 10 апреля 2021 года на территории города Окленд, когда проезжал мимо Браунли на велосипеде. Васкез был эмигрантом из Мексики, имел трех дочерей и зарабатывал на жизнь ремонтом автомобилей, но при этом из-за материальных трудностей он не имел жилья и являлся бездомным. В ходе расследования его убийства полиция получила видеозаписи камер видеонаблюдения, установленных на здании, рядом с которым он был убит. Уэсли Браунли попал на видеозапись, однако идентифицирован не был.
Второй жертву Браунли застрелил 6 дней спустя. 16 апреля в раннее время суток  был убит 39-летний Мервин Хармон. Это убийство было совершено Уэсли Браунли на территории Окленда. Хармон незадолго до своей смерти расстался с женой, с которой он воспитывал четырех детей и ушел из дома. На момент гибели он проживал в одном из приютов для бездомных. В день убийства он пошел проведать своего двоюродного брата, после чего отправился для ночлега в приют, где его настиг убийца.
Последующие 5 убийств произошли на территории города Стоктон. 8 июля 2022 года был застрелен 35-летний Пол Яу. Момент совершения убийства попал на камеры видеонаблюдения, установленные на одном из зданий, запечатлевший как Браунли, одетый во всей черное несколько раз выстреливает в свою жертву. В ходе расследования убийства Пола Яу, полиция обнаружила гильзы, которые были отправлены на судебно-криминалистическую экспертизу, результаты которой устанвоили, что убийства Яу, Хармона и Васкеза были совершены с помощью одного и того же пистолета. Мать Пола - 60-летняя Грета Богроу заявила полиции после убийства сына, что Яу покинул штат Техас приблизительно в 2017 году и на протяжении последних лет вел бродяжнический образ жизни на территории штата Калифорния и являлся бездомным.
11 августа около 22.00 часов Браунли застрелил 43-летнего Сальвадора Дибьюди - младшего. Начинающий художник и музыкант, Сальвадор Дибьюди был застрелен выстрелом в голову возле ресторана быстрого питания «Popeyes Louisiana Kitchen» в Стоктоне. По словам родственников жертвы, на момент смерти Дибьюди - младший временно был бездомным и проживал в палатке на берегу реки Калаверас, но имел работу, четырех детей и поддерживал социальные связи с матерью и другими родственниками.
.  
20 августа 2022 года был убит на парковке своего многоквартирного дома 21-летний Джонатан Родригес. В отличие от остальных жертв Браунли, Джонатан Родригес не был бездомным и проживал вместе со своим убийцей в одном и том же многоквартирном доме. В ходе расследования убийства, ряд жителей соседних квартир заявили полиции, что в день убийства поздно вечером слышали звук выстрела на парковке дома, после чего явились на место совершения преступления, но преступник к тому моменту сумел уйти.
Следующие два убийства были совершены в сентябре того же года. 21 сентября 2022 года жертвой Браунли стал 52-летний Хуан Круз. Убитый был бездомным и был обнаружен в 4.27 утра сотрудниками полиции на тротуаре недалеко от делового центра города.
27 сентября Уэсли Браунли застрелил 54-летнего Лоуренса Лопеса, отца шестерых детей, уроженца Стоктона, который на момент смерти также вел бродяжнический образ жизни, но поддерживал социальные связи с бывшей женой, детьми и другими родственниками.

## Арест
В начале октября 2022 года криминалистическая баллистическая экспертиза гильз, найденных на месте убийств установила, что все жертвы были убиты из одного и того же пистолета, после чего полиция Стоктона подтвердила тот факт, что в городе действует серийный убийца. Посредством СМИ правоохранительные органы опубликовали кадры с видеозаписей камер видеонаблюдений, где был запечатлён подозреваемый, и обратилась к общественности, назначив награду в размере 95 000 долларов за любую информацию, которая поможет следствию разоблачить преступника. Преступления Уэсли Браунли вызвали моральную панику в Стоктоне, где ежедневно на улице города находилось около 1000 бездомных, после чего в городе возник небывалый спрос среди мирного населения города на средства самообороны, а бездомные вооружились камнями и палками.
Уэсли Браунли был арестован рано утром 15 октября 2022 года в своём автомобиле на одной из улиц Стоктона. Во время ареста он был одет в одежду и обувь чёрного цвета, а в салоне его автомобиля был обнаружен пистолет. После ареста Браунли шеф полиции Стоктона Стэнли Макфадден созвал пресс-конференцию, на которой заявил, что арест Браунли стал следствием сотрудничества между правоохранительными органами и уличными осведомителями, которые заметили, что Уэсли Браунли демонстрировал девиантное поведение. По наводке осведомителей за Браунли было установлено полицейское наблюдение. Согласно словам Макфаддена, незадолго до ареста Браунли в течение нескольких часов бесцельно катался по улицам города, после чего остановил свой автомобиль на одной из улиц города незадолго до рассвета, ожидая появления первых пешеходов. По версии следствия Браунли во время ареста намеревался совершить свое 8-е по счёту убийство.

## Суд
27 декабря 2022 года окружная прокуратура округа Сан-Хоакин предъявила Уэсли Браунли  обвинение в совершении 7 убийств. Прокуратура объявила о своем намерении в случае его осуждения требовать суд вынести ему уголовное наказание в виде смертной казни, несмотря на то, что в 2019 году губернатор штата Калифорния Гэвин Ньюсом ввел мораторий на исполнение смертных приговоров в штате, после чего адвокаты Браунли обратились в Верховный суд округа Сан-Хоакин с требованием дать запрет местным судам выносить приговоры в виде смертной казни, ссылаясь на указ губернатора, но в марте 2023 года Верховный суд округа Сан-Хоакин отказал адвокатам Браунли в удовлетворении их ходатайства, заявив что мораторий введен на исполнение смертных приговоров, но не на назначение их в качестве уголовного наказания.